# Bring it all Back
Bring it all Back es el primer sencillo lanzado por la popular banda de siete integrantes S Club 7; su ritmo es pegajoso y su video es atractivo, el cual también sirvió como propaganda para la serie de dicha banda Miami 7. La canción fue escrita por y S Club 7, Eliot Kennedy, Mike Percy y Tim Lever para el álbum debut de la banda titulado S Club (1999). La canción fue producida por Kennedy, Percy y Lever. Fue lanzada como su primer sencillo el 7 de junio de 1999 y fue usada como el tema de apertura (opening) para su serie en la cadena CBBC llamada en inglés Miami 7 conocida en Latinoamérica como Sclub7 en Miami. Llegó al top de las listas de popularidad en el Reino Unido y obtuvo disco de platino. También alcanzó el top diez en Suecia y en la república de Irlanda.
"Bring It All Back" fue lanzada en Norteamérica el 25 de enero de 2000 después de que la serie de televisión Miami 7 se volviera muy popular en Estados Unidos, pero no tuvo el impacto esperado en el Billboard Hot 100.
Esta canción, al igual que Sclub Party, son emblemáticas para el grupo ya que gracias a ellas se dieron a conocer mundialmente.

## Video musical e información de la canción
"Bring It All Back", el primer sencillo de S Club 7, comparte como voces líderes todas las de las chicas del grupo. Jo y Rachel cantan el primer verso y Tina con Hannah cantan el segundo. Los chicos del grupo cantan como coros en la canción.
El video muestra a la banda cantando en la ciudad de Miami, la localización de su primera serie de televisión Miami 7. Durante la actuación, en el video aparecen también varios clips de los episodios de la serie.
Al finalizar el video, la banda está bailando y saltando alrededor divirtiéndose en la playa de Miami.
Aunque también existe un video inédito en donde es solamente la actuación de la banda sin los clips del show.

## Format0s y lista de canciones
Estos son los formatos y la lista de canciones de los sencillos lanzados de "Bring It All Back". 
| #                  | Título                                 |
| ------------------ | -------------------------------------- |
| UK CD Sencillo uno |                                        |
| 1.                 | "Bring It All Back"                    |
| 2.                 | "So Right"                             |
| 3.                 | "Bring It All Back" (K-Klass Club mix) |
| 4.                 | "Bring It All Back" (video)            |
| UK CD sencillo dos |                                        |
| 1.                 | "Bring It All Back"                    |
| 2.                 | "Hello Friend"                         |
| 3.                 | "Bring It All Back" (Extended Mix)     |
| UK Cassette        |                                        |
| 1.                 | "Bring It All Back"                    |
| 2.                 | "So Right"                             |
| 3.                 | "Hello Friend"                         |

## Posiciones en las listas Popularidad
| Lista                            | Posición Alcanzada |
| -------------------------------- | ------------------ |
| UK Singles Chart                 | 1                  |
| UK Singles Chart (1999 Year-End) | 11                 |
| Chile 100 Singles Chart          | 1                  |
| New Zealand Chart                | 1                  |
| Netherlands Top 40               | 4                  |
| Sweden Singles Chart             | 2                  |
| Australian ARIA Singles Chart    | 3                  |

- Datos: Q4968259